# Hofanlage Huntorf 13
Die Hofanlage Huntorf 13 in Elsfleth-Huntorf, Bauerschaft Moorriem, stammt aus dem 20. Jahrhundert.

Aktuell (2023) wird sie als Wohnhaus und landwirtschaftlich genutzt.
Die Gebäude stehen unter Denkmalschutz (siehe auch Liste der Baudenkmale in Elsfleth).

## Geschichte
Butteldorf und Huntorf im südlichen Drittel der sich über etwa 16 Kilometer erstreckenden Marschhufensiedlung Moorriem wurde nach 1062 gegründet und erhielt im 14. Jahrhundert die heutige langgestreckte Parzellenstruktur, wie die von Butteldorf 31 und 33 sowie Huntorf 1, 3, 7, 11 und 13. Lange Zufahrten führen auf die großen Dielentore der östlichen Wirtschaftsgiebel der sieben Hallenhäuser.
Die Hofanlage auf einer Wurt besteht aus
- dem eingeschossigen giebelständigen Wohn- und Wirtschaftsgebäude von um 1910 als Vierständer-Hallenhaus in Backstein, mit reetgedecktem Krüppelwalmdach, beim Wirtschaftsgiebel mit Rahmung der Bögen und ansteigendem stilisierten Konsolfries, mit Niedersachsengiebeln sowie Grooter Door mit Korbbogen,[2]
- dem eingeschossigen nördlichen Backhaus von um 1910 in Backstein mit Satteldach sowie eingezogenem Backofenanbau[3]
- sowie weiteren nicht denkmalgeschützten Nebenanlagen.

Das Landesdenkmalamt befand: „… geschichtliche und städtebauliche Bedeutung … zeigen beispielhaft die Siedlungsstruktur und -geschichte von Moorriem … .“
Der Hof gehört zum Ensemble der Hofanlagen Huntorf 1, 3, 7, 11, 13 und 25.